# Coccomyces lijiangensis
Coccomyces lijiangensis är en svampart som beskrevs av C.L. Hou & M. Piepenbr. 2007. Coccomyces lijiangensis ingår i släktet Coccomyces och familjen Rhytismataceae.   Inga underarter finns listade i Catalogue of Life.